# Heterischnus novellae
Heterischnus novellae là một loài tò vò trong họ Ichneumonidae.